# Eugene Lawler
Eugene Leighton (Gene) Lawler (* 1933; † 2. September 1994) war ein US-amerikanischer Mathematiker, Elektroingenieur und Informatiker sowie einer der Begründer der kombinatorischen Optimierung.

## Leben und Wirken
Eugene Lawler wuchs in Evanston (Illinois) auf und studierte an der Florida State University (Bachelor in Mathematik 1954) und in Harvard (Master 1957). 1959 bis 1961 war er Elektroingenieur bei Sylvania Electric Products in Needham in Massachusetts. 1962 ging er wieder nach Harvard, wo er 1963 bei Anthony Oettinger promoviert wurde („Some Aspects of Discrete Mathematical Programming“). Danach war er ab 1962 an der University of Michigan, wo er Professor für Elektrotechnik wurde. Ab 1971 war er Professor in Berkeley, wo er 1994 emeritierte.
Lawler befasste sich mit kombinatorischer Optimierung und speziell Scheduling und Branch and Bound Verfahren. Ab 1990 wandte er sich zunehmend den Informatik-Anwendungen in der Biochemie im Rahmen der großen Sequenzierungsprojekte zu.
Eugene Lawler war bekannt für sein interdisziplinäres Engagement bezüglich der Wechselwirkung von Computern und Gesellschaft (über die er einen viel besuchten Kurs in Berkeley abhielt). Deshalb wird von der ACM zu seinen Ehren ein Eugene Lawler Preis vergeben. 1992 wurde er Fellow der American Association for the Advancement of Science. Er starb am 2. September 1994.
Zu seinen Doktoranden zählt David Shmoys.

## Schriften
- mit David E. Wood: Branch-And-Bound Methods: A Survey. In: Operations Research. Band 14, Nummer 4, 1966, S. 699–719, JSTOR:168733.
- Combinatorial Optimization. Networks and Matroids. Holt, Rinehart and Winston u. a., New York NY u. a. 1976, ISBN 0-03-084866-0.
- als Herausgeber mit Jan K. Lenstra, Alexander H. G. Rinnooy Kan, David D. Shmoys: The Travelling Salesman Problem. A Guided Tour of Combinatorial Optimization. Wiley & Sons, Chichester 1985, ISBN 0-471-90413-9.
- Selected Publications of Eugene L. Lawler (= CWI tract. 126). Edited by Karen Aardal, Jan K. Lenstra, F. Maffioli, and David B. Shmoys. Centrum voor Wiskunde en Informatica, Amsterdam 1999, ISBN 90-6196-484-9.